# لويس إل. ويلسون جونيور
لويس إل. ويلسون جونيور (بالإنجليزية: Louis L. Wilson Jr.) هو ضابط أمريكي، ولد في 10 يناير 1919 في هنغتينغتون في الولايات المتحدة، وتوفي في 25 يونيو 2010 في توسان في الولايات المتحدة.